# Lepidophyma mayae
El escorpión nocturno maya (Lepidophyma mayae) es una especie de lagarto que pertenece a la familia Xantusiidae. Es nativo del sur de México, Guatemala y Belice y su rango altitudinal oscila entre 100 y 800 m s. n. m.. Recibe su nombre en honor a los Mayas. 

## Estado de conservación
Se encuentra amenazada por la pérdida de su hábitat natural.